# Pico Piedras Blancas
Pico Piedras Blancas lub Misamán – piąty pod względem wysokości szczyt Wenezueli. Nazwa oznacza „Białe Kamienie”. Na szczycie nie ma lodowców, choć w sezonie pada tu śnieg. Ze szczytu, w odpowiednich warunkach, dobrze widać jezioro Maracaibo. 
Pico Piedras Blancas leży ok. 35 km na północny wschód od Méridy.